# Estación de Schindellegi-Feusisberg
La estación de Schindellegi-Feusisberg es una estación ferroviaria de la localidad de Schindellegi, perteneciente a la comuna suiza de Feusisberg, en el Cantón de Schwyz.

## Historia y ubicación
La estación se encuentra ubicada en el noroeste de la localidad de Schindellegi, la principal de la comuna de Feusisberg. Fue inaugurada en 1877 con la apertura de la línea férrea Wädenswil – Einsiedeln por parte del Wädenswil–Einsiedeln-Bahn, que posteriormente sería absorbido por  Schweizerischen Südostbahn (SÖB). Cuenta con un único andén central al que acceden dos vías pasantes a las que hay que sumar la existencia de una vía muerta para el apartado y estacionamiento de material ferroviario. 
En términos ferroviarios, la estación se sitúa en las líneas  Wädenswil – Einsiedeln y Pfäffikon SZ - Arth-Goldau. Sus dependencias ferroviarias colaterales son la estación de Samstagern hacia Wädenswil y la estación de Biberbrugg en dirección Einsiedeln y Arth-Goldau.

## Servicios ferroviarios
Los servicios ferroviarios de esta estación están prestados por SÖB:

### S-Bahn
S-Bahn Zúrich
La estación está integrada dentro de la red de trenes de cercanías S-Bahn Zúrich, y en la que efectúan parada los trenes de varias líneas perteneciente a S-Bahn Zúrich:
- S 13 Wädenswil – Samstagern – Einsiedeln
- S 40 Rapperswil – Pfäffikon SZ – Samstagern – Einsiedeln